# 종말점
공세종말점(攻勢終末點, culminating point)은 군사 전략에서 군대가 더 이상 작전을 수행할 능력을 상실하게 되는 시점이다.
공격측의 종말점은 보급 문제, 방어측의 완강한 저항, 휴식의 필요 등으로 인해 더 이상 진격을 하지 못할 때 발생하며, 이를 특히 공세종말점이라 한다.  공격자의 임무는 공세종말점에 도달하기 전에 작전 목표를 달성하는 것이라 할 수 있다. 한편 방어자의 임무는 공세종말점에 도달할 때까지 공격자가 목표를 달성하지 못하게 훼방하며 버티는 것이 된다.
종말점 개념은 프로이센의 군사이론가 카를 폰 클라우제비츠의 1832년 저서 《전쟁론》에서 처음 등장한다. 사마천의 《사기》 중 〈한장유열전〉에 나오는 ‘강노지말(強弩之末; 센 쇠뇌로 쏜 살도 사정거리 끝까지 날아가서는 비단천도 뚫을 수 없다)’ 고사성어도 이와 관련된 이야기다.

## 같이 보기
- 종심방어